# Filature de Demangevelle
Pour les articles homonymes, voir Filature.
La filature de Demangevelle est une filature située à Demangevelle, en France, inscrit au titre des monuments historiques en 2003 avec le label « Patrimoine du XXe siècle ».

## Localisation
La filature est située sur la commune de Demangevelle, dans le département français de la Haute-Saône.

## Historique
L'édifice est inscrit au titre des monuments historiques en 2003 avec le label « Patrimoine du XXe siècle ».